# 大型粘体虫
大型粘体虫（学名：Myxosoma magna）为粘体科粘体虫属的动物。在中国，分布于辽宁、江西、湖北、浙江等，营寄生生活，寄生在鲢、青鮠、马口鱼、金鱼的鳃以及鲫的鳃、脾、腹腔。